# Boxe nos Jogos Pan-Americanos de 2015
As competições boxe nos Jogos Pan-Americanos de 2015 foram realizadas em Oshawa, entre 18 e 25 de julho, no Centro Esportivo Oshawa. Foram disputadas dez categorias de peso no masculino e três categorias no feminino.

## Calendário
| Julho | 7 | 8 | 9 | 10 | 11 | 12 | 13 | 14 | 15 | 16 | 17 | 18 | 19 | 20 | 21 | 22 | 23 | 24 | 25 | 26 |
| ----- | - | - | - | -- | -- | -- | -- | -- | -- | -- | -- | -- | -- | -- | -- | -- | -- | -- | -- | -- |
| Boxe  |   |   |   |    |    |    |    |    |    |    |    |    |    |    |    |    |    | 6  | 7  |    |

|  | Dia de competição |  | Dia de final |

## Medalhistas
Masculino
| Evento                           | Ouro                              | Prata                                  | Bronze                                                              |
| -------------------------------- | --------------------------------- | -------------------------------------- | ------------------------------------------------------------------- |
| Peso mosca-ligeiro detalhes      | Joselito Velázquez MEX México     | Joahnys Argilagos CUB Cuba             | Yoel Finol VEN Venezuela Víctor Santillán DOM República Dominicana  |
| Peso mosca detalhes              | Antonio Vargas USA Estados Unidos | Yosbany Veitía CUB Cuba                | David Jiménez CRC Costa Rica Céiber Ávila COL Colômbia              |
| Peso galo detalhes               | Andy Cruz CUB Cuba                | Héctor García DOM República Dominicana | Kenny Lally CAN Canadá Francisco Martinez USA Estados Unidos        |
| Peso leve detalhes               | Lázaro Álvarez CUB Cuba           | Lindolfo Delgado MEX México            | Kevin Luna GUA Guatemala José Rosario PUR Porto Rico                |
| Peso meio-médio-ligeiro detalhes | Arthur Biyarslanov CAN Canadá     | Yasnier Toledo CUB Cuba                | Luis Arcón VEN Venezuela Joedison Teixeira BRA Brasil               |
| Peso meio-médio detalhes         | Gabriel Maestre VEN Venezuela     | Roniel Iglesias CUB Cuba               | Alberto Palmetta ARG Argentina Juan Solano DOM República Dominicana |
| Peso médio detalhes              | Arlen López CUB Cuba              | Jorge Vivas COL Colômbia               | Endry Saavedra VEN Venezuela Misael Rodríguez MEX México            |
| Peso meio-pesado detalhes        | Julio César la Cruz CUB Cuba      | Albert Ramírez VEN Venezuela           | Juan Carlos Carrillo COL Colômbia Rogelio Romero MEX México         |
| Peso pesado detalhes             | Erislandy Savón CUB Cuba          | Deivi Julio COL Colômbia               | Sammy Elmais CAN Canadá Miguel Véliz CHI Chile                      |
| Peso superpesado detalhes        | Lenier Pero CUB Cuba              | Edgar Muñoz VEN Venezuela              | Rafael Lima BRA Brasil Cam Awesome USA Estados Unidos               |

Feminino
| Evento              | Ouro                                | Prata                                     | Bronze                                                           |
| ------------------- | ----------------------------------- | ----------------------------------------- | ---------------------------------------------------------------- |
| Peso mosca detalhes | Mandy Bujold CAN Canadá             | Marlen Esparza USA Estados Unidos         | Ingrit Valencia COL Colômbia Mónica González PUR Porto Rico      |
| Peso leve detalhes  | Caroline Veyre CAN Canadá           | Dayana Sánchez ARG Argentina              | Mirquin Sena DOM República Dominicana Victoria Torres MEX México |
| Peso médio detalhes | Claressa Shields USA Estados Unidos | Yenebier Guillén DOM República Dominicana | Lucía Pérez ARG Argentina Ariane Fortin CAN Canadá               |

## Quadro de medalhas
| Ordem | País                     | Medalha de ouro | Medalha de prata | Medalha de bronze |    |
| ----- | ------------------------ | --------------- | ---------------- | ----------------- | -- |
| 1     | CUB Cuba                 | 6               | 4                |                   | 10 |
| 2     | CAN Canadá               | 3               |                  | 3                 | 6  |
| 3     | USA Estados Unidos       | 2               | 1                | 2                 | 5  |
| 4     | VEN Venezuela            | 1               | 2                | 3                 | 6  |
| 5     | MEX México               | 1               | 1                | 3                 | 5  |
| 6     | COL Colômbia             |                 | 2                | 3                 | 5  |
|       | DOM República Dominicana |                 | 2                | 3                 | 5  |
| 8     | ARG Argentina            |                 | 1                | 2                 | 3  |
| 9     | BRA Brasil               |                 |                  | 2                 | 2  |
|       | PUR Porto Rico           |                 |                  | 2                 | 2  |
| 11    | CHI Chile                |                 |                  | 1                 | 1  |
|       | CRC Costa Rica           |                 |                  | 1                 | 1  |
|       | GUA Guatemala            |                 |                  | 1                 | 1  |
| TOTAL | TOTAL                    | 13              | 13               | 26                | 52 |